# Lijst van Stolpersteine in Epe

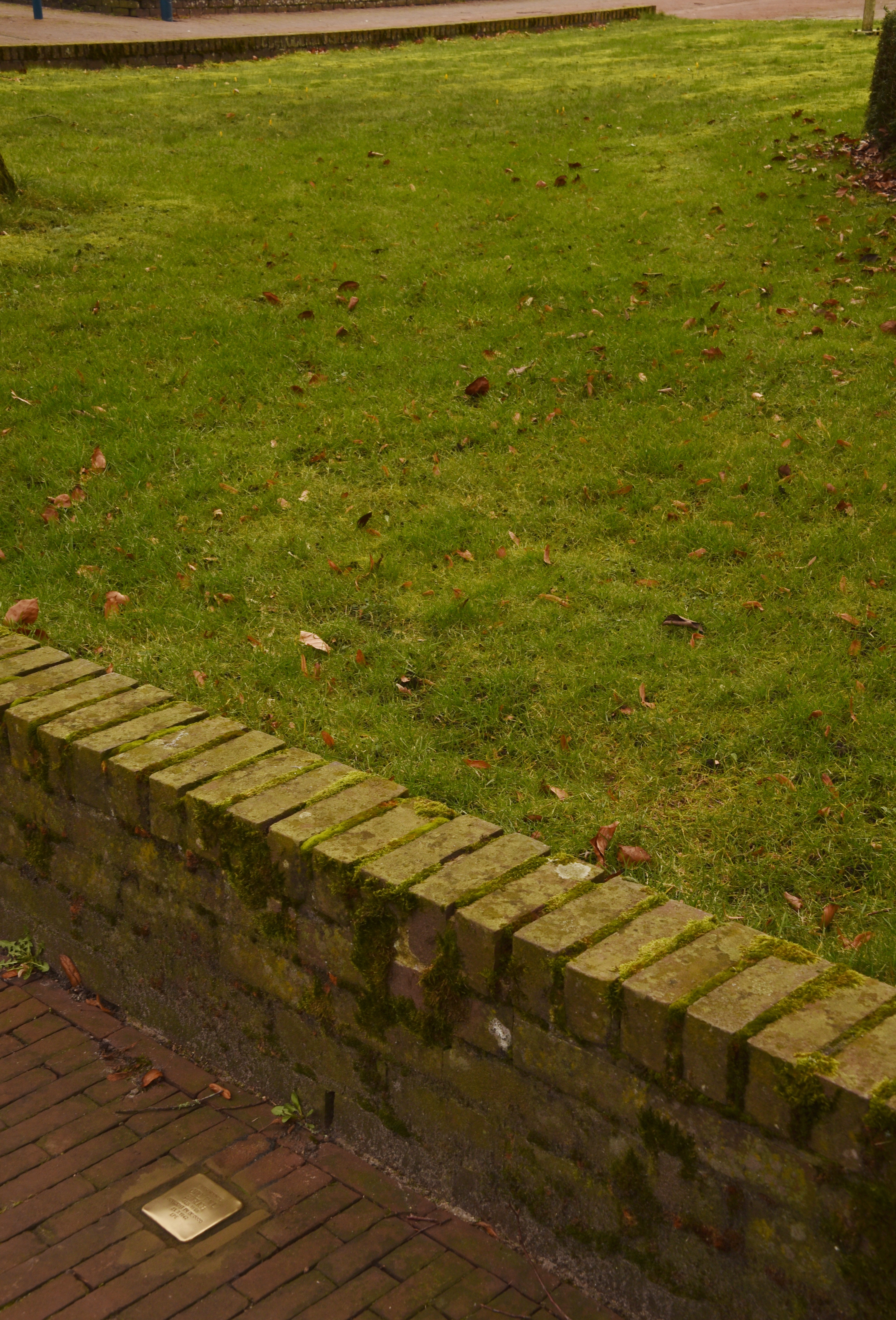
Stolperstein voor Otto Paul Ehrlich

De Lijst van Stolpersteine in Epe geeft een overzicht van de Stolpersteine in de Nederlandse gemeente Epe in de Nederlandse provincie Gelderland die zijn geplaatst in het kader van het Stolpersteine-project van de Duitse beeldhouwer-kunstenaar Gunter Demnig. Omdat het Stolpersteine-project doorloopt, kan deze lijst onvolledig zijn.
Stolpersteine zijn opgedragen aan slachtoffers van het nationaalsocialisme, al diegenen die zijn verdreven, gedeporteerd, vermoord, gedwongen te emigreren of zelfmoord te plegen door het nazi-regime. Demnig legt voor elk slachtoffer een aparte steen, meestal voor de laatste zelfgekozen woning.
Op 13 oktober 2021 kwam de kunstenaar naar Epe om de eerste Stolpersteine te leggen.

## Stolpersteine
In Epe liggen acht Stolpersteine op vijf adressen.
| Stolperstein | Inscriptie                                                                                        | Adres        | Herdachte persoon                          |
| ------------ | ------------------------------------------------------------------------------------------------- | ------------ | ------------------------------------------ |
|              | HIER WOONDE SANDER VAN DELFT GEB. 1883 GEDEPORTEERD 1943 VERMOORD 14.5.1943 SOBIBOR               | Brinklaan 35 | Sander van Delft (1883–1943)               |
|              | HIER WOONDE SCHOONTJE DINA VAN DELFT-KOHEN GEB. 1883 GEDEPORTEERD 1943 VERMOORD 14.5.1943 SOBIBOR | Brinklaan 35 | Schoontje Dina van Delft-Kohen (1883–1943) |
|              | HIER WOONDE OTTO PAUL EHRLICH GEB. 1898 GEVLUCHT IN DE DOOD 31.7.1942 EPE                         | Beekstraat 1 | Otto Paul Ehrlich (1898–1942)              |
|              | HIER WOONDE MAGDA FRANK-ZILVERBERG GEB. 1885 GEVLUCHT IN DE DOOD 9.4.1943 EPE                     | Brinklaan 30 | Magda Frank-Zilverberg (1885–1943)         |
|              | HIER WOONDE ANDRÉ MEIJERS GEB. 1891 GEDEPORTEERD 1944 VERMOORD 11.2.1944 AUSCHWITZ                | Polweg 4     | André Meijers (1891–1944)                  |
|              | HIER WOONDE ROSETTE MEIJERS-MEIJERS GEB. 1891 GEDEPORTEERD 1944 VERMOORD 11.2.1944 AUSCHWITZ      | Polweg 4     | Rosette Meijers-Meijers (1891–1944)        |
|              | HIER WOONDE SIMON NORTHEIMER GEB. 1894 GEDEPORTEERD 1944 VERMOORD 28.1.1944 AUSCHWITZ             | Brinklaan 4  | Simon Northeimer (1894–1944)               |
|              | HIER WOONDE ROOSJE NORTHEIMER-STERN GEB. 1892 GEDEPORTEERD 1944 VERMOORD 28.1.1944 AUSCHWITZ      | Brinklaan 4  | Roosje Northeimer-Stern (1892–1944)        |

## Data van plaatsingen
- 13 oktober 2021[9][10]

## Fotogalerij

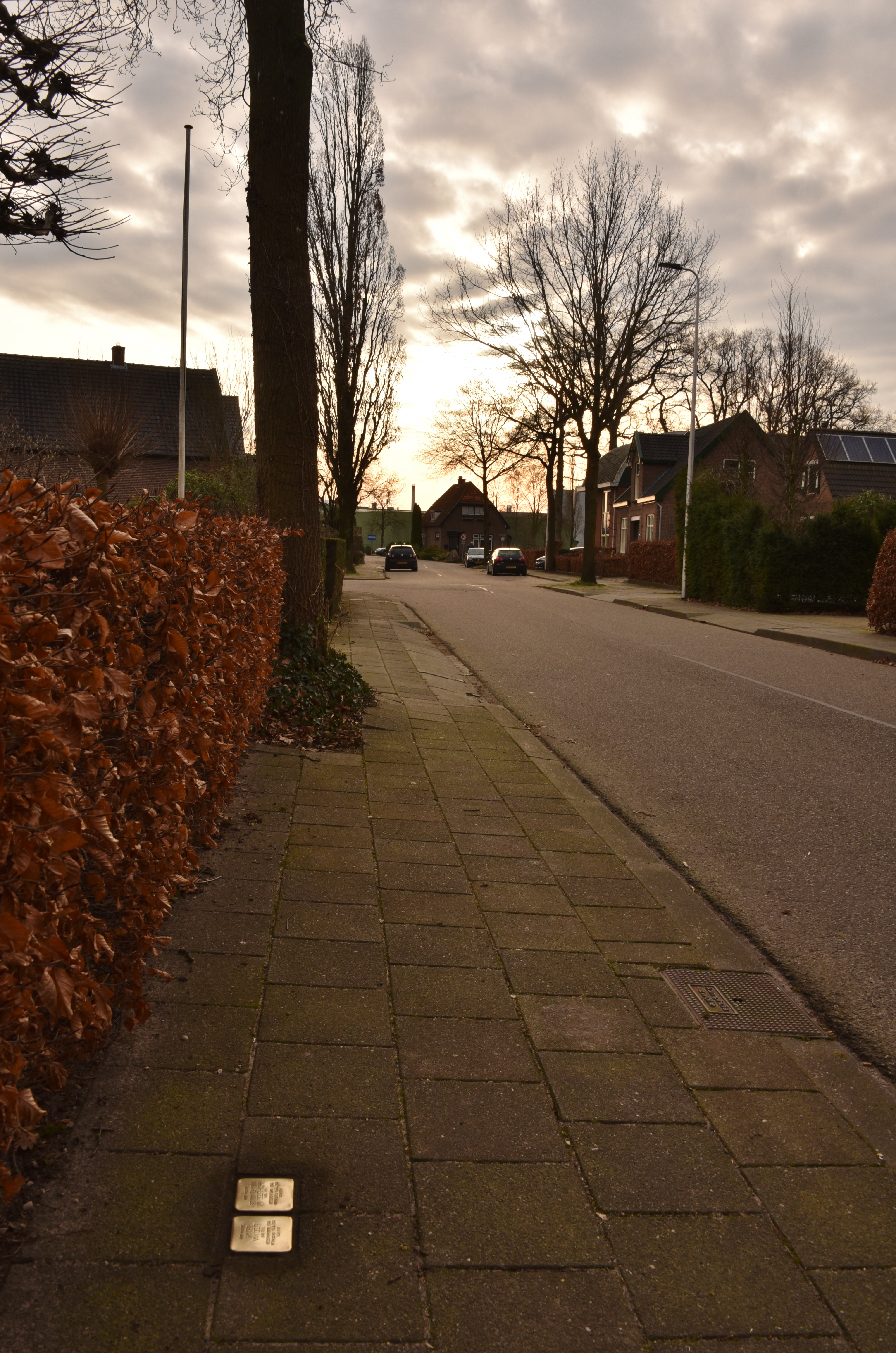
Brinklaan 30
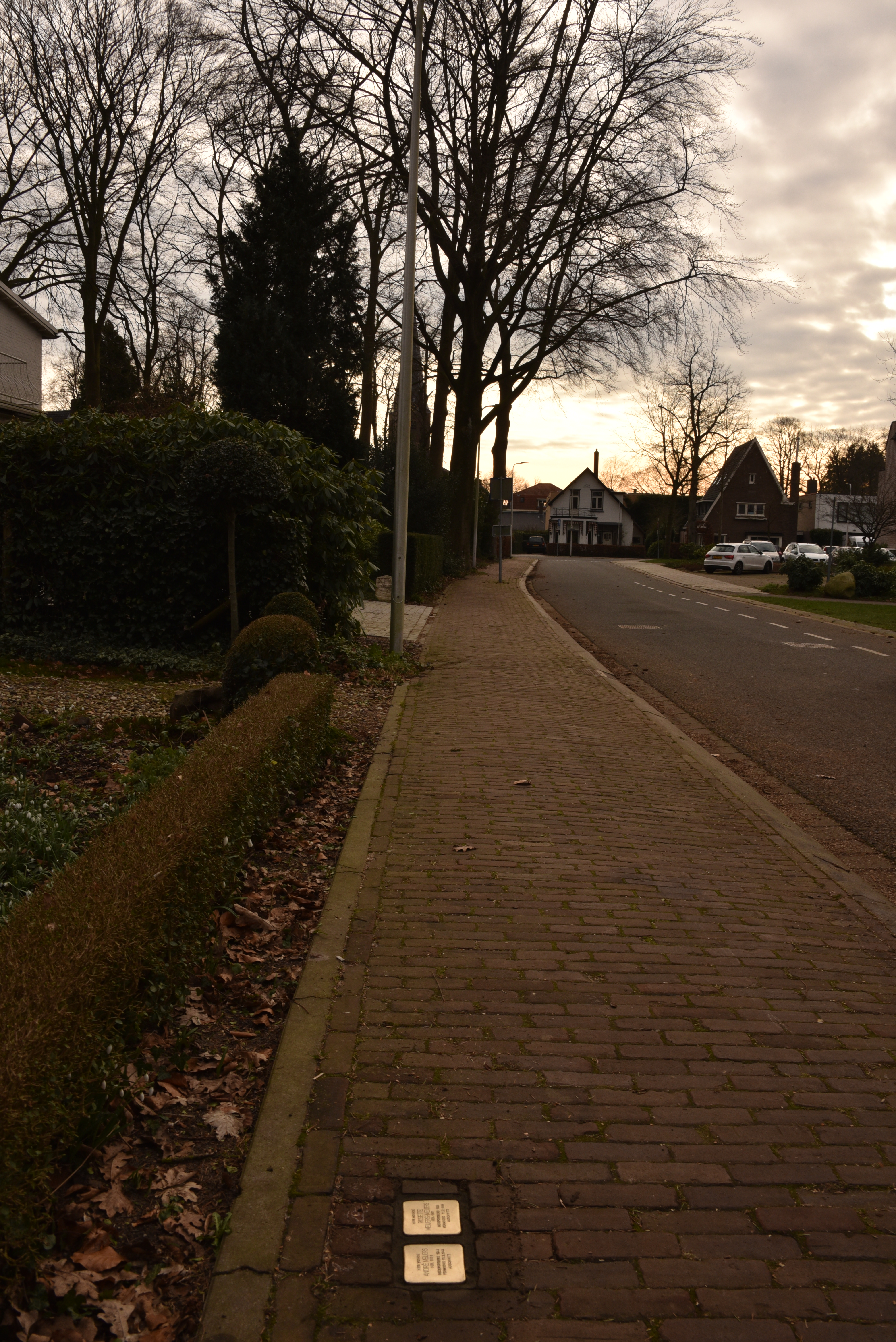
Brinklaan 35